# Rimae Ritter
Le Rimae Ritter sono una struttura geologica della superficie della Luna.